# HMS K26
Pour les articles homonymes, voir K26.
Le HMS K26 était un sous-marin britannique de classe K de la Royal Navy. Six sous-marins modifiés ont été commandés, dont le HMS K26, mais celui-ci fut le seul navire à être achevé. Sa quille est posée vers la fin de la Première Guerre mondiale, mais il n’a été terminé que cinq ans après la fin de la guerre.

## Conception
Six navires, désignés HMS K23 à K28, ont été commandés en juin 1918, mais la fin de la guerre, survenue le 11 novembre 1918, a conduit à ce que seul le K26 soit achevé, les autres étant tous annulés le 26 novembre 1918. Malgré cela, son achèvement fut lent. Il a été lancé au chantier naval de Vickers en août 1919, puis il a été remorqué jusqu’à Chatham Dockyard en 1920 et achevé en juin 1923.
Sa conception était améliorée par rapport aux dix-sept sous-marins précédents de classe K. L’expérience acquise avec ces derniers a conduit à divers changements. L’étrave en forme de cygne a été modifiée et les hydroplans ont été déplacés pour fonctionner dans le sillage des hélices. Tout cela a entraîné une réduction de la vitesse d’environ 0,5 nœud (0,9 km/h) en surface par rapport à ses prédécesseurs.
Il avait également six tubes lance-torpilles de 21 pouces (533 mm) dans l’étrave au lieu des quatre tubes de 18 pouces (457 mm) des premières unités de la classe, ce qui a nécessité un allongement de 12 pieds (4 m). Les quatre tubes de 18 pouces placés à mi-longueur du navire (457 mm) ont néanmoins été conservés. La superstructure a été modifiée pour améliorer la protection des cheminées et des prises d’air, et a presque éliminé la fâcheuse tendance de l’eau de mer à entrer dans les cheminées par mauvais temps et à éteindre les chaudières.
Il avait également une capacité de 300 tonnes de mazout, au lieu des 197 tonnes des bateaux précédents, ce qui lui donnait un plus grand rayon d'action, même si son déplacement était plus important. L’autonomie en navigation sous-marine était similaire à celle de ses prédécesseurs. L’amélioration de la dispositions des réservoirs des ballasts a permis de réduire le temps de plongée à 3 minutes 12 secondes pour arriver à 24 mètres. Il avait également une profondeur de plongée maximale accrue : 250 pieds soit 76 m.
En 1924, il appareille avec beaucoup de publicité pour un long voyage via Gibraltar, Malte et le canal de Suez, vers Colombo et Singapour et retour.
Il a été retiré du service en avril 1931, parce que son déplacement dépassait les limites fixées pour les sous-marins dans le Traité naval de Londres de 1930, et a été démoli peu de temps après. Il fut le dernier sous-marin à vapeur construit dans le monde, jusqu’à ce que le premier sous-marin à propulsion nucléaire, l’USS Nautilus, soit lancé en 1954.